# 9839 Crabbegat
9839 Crabbegat è un asteroide della fascia principale. Scoperto nel 1988, presenta un'orbita caratterizzata da un semiasse maggiore pari a 2,4653522 UA e da un'eccentricità di 0,1066502, inclinata di 3,00913° rispetto all'eclittica.